# Констанца (жудец)
Конста́нца (рум. Judeţul Constanţa «Жудэ́цуль Конста́нца») — румынский жудец в регионе Добруджа. Площадь — 7071 км². Население — 630 679 чел. (2011). Административный центр — город-порт Констанца.

## География
Сухое степное плато Добруджа занимает основную часть жудеца. На востоке омывается водами Чёрного моря (включая лиманное озеро Синое), на западе — водами Дуная. Средняя температура января на побережье — около 0 °C, июля +23 °C.
Граничит с жудецами Кэлэраши и Яломица на западе, Тулча и Брэила на севере, с Добричской и Силистренской областями Болгарии на юге.
Климат умеренный, зона степей.

## Население
Население жудеца в 1970 г. составляло 513,3 тыс. человек, в 2002 г. — 715 151 человек, в 2011 г. — 630 679 человек.
Население жудеца по национальностям:
| Национальность  | 1880          | 2002             | 2011           |
| --------------- | ------------- | ---------------- | -------------- |
| Всего           | 64 902        | 715 151          | 630 679        |
| Румыны          | 14 884 (23 %) | 652 777 (91,7 %) | 567 779 (90 %) |
| Турки           | 14 947 (23 %) | 24 246 (3,4 %)   | 21 014 (3,3 %) |
| Крымские татары | 22 854 (35 %) | 23 230 (3,2 %)   | 19 720 (3,1 %) |
| Болгары         | 7919 (12 %)   | 74 (0,01 %)      | н/д            |
| Греки           | 2607 (4 %)    | 590 (0,08 %)     | н/д            |
| Цыгане          | <100 (<0,1 %) | 6023 (0,84 %)    | 8401 (1,33 %)  |

### Демография
По данным на 1 июля 2005 года
- Население: 756 053
- Горожане: 539 902
- Селяне: 216 151
- Мужчины: 368 576
- Женщины: 387 477
- Плотность: 101,1 чел./км²

## Административное деление
В жудеце находятся 3 муниципия, 8 городов и 58 коммун.

### Муниципии
- Констанца (Constanţa)
- Мангалия (Mangalia)
- Меджидия (Medgidia)

### Города
- Бэняса (Băneasa)
- Мурфатлар (Murfatlar)
- Негру-Водэ (Negru Vodă)
- Нэводари (Năvodari)
- Овидиу (Ovidiu)
- Текиргёл (Techirghiol)
- Хыршова (Hârşova)
- Чернаводэ (Cernavodă)
- Эфорие (Eforie)

### Коммуны
| - 23 августа - Адамклиси - Аджиджа - Албешти - Алиман - Амзача - Бэрэгану - Валу-луй-Траян - Вултуру - Гиндэрешти | - Грэдина - Гырличу - Делени - Добромир - Думбрэвени - Индепенденца - Истрия - Йон-Корвин - Кастелу - Керкезу | - Кирноджени - Кобадин - Михаил-Когэлничану - Коджалак - Комана - Корбу - Костинешти - Круча - Куза-Водэ - Кумпэна - Лиману | - Липница - Лумина - Мерени - Михай-Витязу - Михаил-Когэлничану - Мирча-Водэ - Николае-Бэлческу - Олтина - Остров - Пантелимон | - Печиняга - Пештера - Поарта-Албэ - Расова - Салигни - Сараю - Сеймени - Силиштя - Сэчеле - Топалу | - Топрайсар - Тортоман - Тузла - Тыргушор - Фынтынеле - Хория - Чобану - Чокырлия |

## Экономика
Жудец имеет смешанную агропромышленную специализацию. Промышленность жудеца (в особенности портовых городов) даёт 2,1 % всей валовой промышленной продукции Румынии. Производство стройматериалов даёт 13 % всей промышленности жудеца, пищевая промышленность — 32 %, текстильная промышленность (14 %), машиностроение (18 %), химическая промышленность (7 %), деревообрабатывающая (5 % отрасли). Жудец констанца также производит 5,3 % валовой сельхозпродукции страны. Преобладают посевы пшеницы, кукурузы, подсолнечника, льна-кудряша. С античных времён Констанца — крупный район виноградарства и виноделия; овощеводства. Со времён Средневековья — степного перегонного скотоводства. Последняя оценка поголовья БСЭ (1971): крупного рогатого скота 131 тыс.; свиней 216 тыс.; овец 913 тыс. Особенно важны для Румынии местные порты, из которых в черноморском бассейне ведётся морское рыболовство. Черноморское побережье Констанцы издавна был известен как курортно-рекреационный район международного значения, после 1990 года — в основном для внутреннего туризма.

## Черноморские курорты Румынии
| - Мамая - Костинешть - Мангалия - Наводарь | - Олимп, Румыния - Нептун, Румыния - Юпитер, Румыния - Кап-Аврора, Румыния | - Эфорие - Венус, Румыния - Сатурн, Румыния - Вама-Веке, Румыния |

Туристические центры:
- Констанца
- Мавзолей Адамклиси
- Местность Портица